# Greigia exserta
Greigia exserta är en gräsväxtart som beskrevs av Lyman Bradford Smith. Greigia exserta ingår i släktet Greigia och familjen Bromeliaceae. Inga underarter finns listade i Catalogue of Life.